# Anthurium lechlerianum
Anthurium lechlerianum är en kallaväxtart som beskrevs av Heinrich Wilhelm Schott. Anthurium lechlerianum ingår i släktet Anthurium och familjen kallaväxter. Inga underarter finns listade.